# 폭스 뉴스
폭스 뉴스(Fox News)는 미국 폭스 코퍼레이션이 운영하는 24시간 케이블 텔레비전 뉴스 채널이다.
1996년 10월 7일에 방송을 시작했다. 초기에는 시청자 확보에 어려움을 겪었으나, 루퍼트 머독의 집중적인 투자와 특유의 보수주의 성향으로 인기를 끌기 시작, 2002년부터 24시간 뉴스 전문 방송의 대명사로 널리 알려진 CNN보다 높은 시청률을 기록하고 있다. 미국에서 보수주의자들을 한데 뭉치게 하는 데 큰 역할을 하는 매체로 매우 유명한 뉴스 방송 채널이다.

## 배경

### 창립과정
1985년 5월, 오스트레일리아 출판인 루퍼트 머독은 미국인 기업가이자 자선가인 마빈 데이비스와 함께 "독립 방송국의 네트워크를 통한 언론 시장의 제 4세력("a network of independent stations as a fourth marketing force")" 구축을 위하여 메트로미디어 산하의 텔레비전 방송국 여섯 개를 매입, CBS, NBC 및 ABC와 경쟁할 것을 선언했다. 1985년 7월, 20세기 폭스는 출판인 루퍼트 머독이 모사 Fox Filmed Entertainment의 주식을 50% 매입하는 데 성공했다고 발표했다. 일년 후, 20세기 폭스는 1986년 5월 31까지였던 자사 제 3재정 분기에서 560만 달러의 순이익을 창출하며 전년에 기록한 $5580만 적자와 대조적인 결과를 나타냈다.
폭스 뉴스를 창립하기 전, 머독은 1989년 이미 언론사 BSkyB 산하 스카이 뉴스를 영국에서 운영하며 24시 뉴스 채널의 노하우를 쌓았었다. 머독은 미국에서 제4네트워크의 성공, 스카이 뉴스 운영을 통해 축적된 경험 및 20세기 폭스의 호전에 힘입어 1996년 1월 31일 뉴스 코퍼레이션을 통해 케이블 및 위성방송에서 24시 뉴스 채널을 설립할 것이라 선언했다.

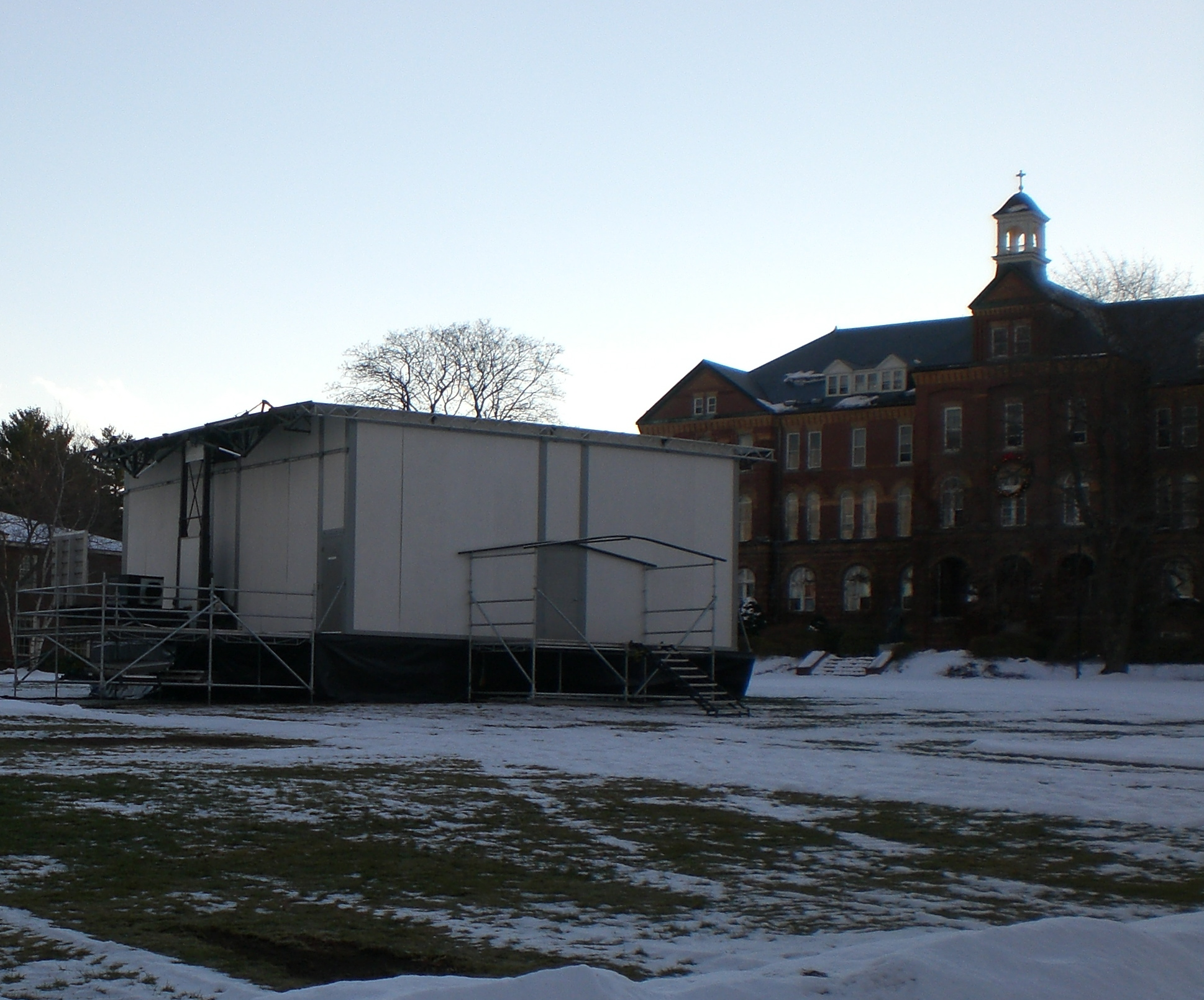
Saint Anselm College Quad with the "Fox-Box", where the network reported live during the 2004 and 2008 New Hampshire primary.

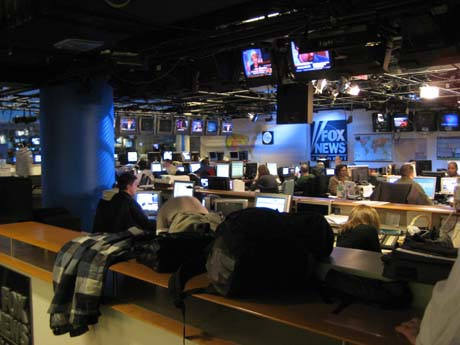
FNC's Newsroom

1996년 2월 머독은 전 미국 공화당 정치 전략가 및 NBC간부였던 로저 에일스를 불러 폭스 뉴스 채널을 설립하도록 지시했고, 아일즈는 5개월에 걸친 준비 및 리허설 기간을 거쳐 1996년 11월 7일 폭스 뉴스 채널을 출범 시켰다.
초기에는 뉴욕과 로스엔젤레스에 주요 미디어 시장이 없었기 때문에 단지 천만 정도의 가정에서만 폭스 뉴스 채널을 시청할 수 있었다. 출판에 의하면, 많은 매체의 논평가들은 폭스 뉴스 스튜디오에서 첫 방송을 봐야 했다. 왜냐하면 이것은 손쉽게 구할 수 있는 게 아니기 때문이다. 경사진 뉴스에선 어느 하루 Fox on Crime on Politicssurrounded 라는 20분 짜리 간단한 쇼가 뉴스 표제에 있다는 것이 보도됐다. 논평가들은 주제 또는 게스트에 대한 많은 사실이 화면 하단 쪽에 있다. 마이크 스네이더가 빠른 속도로 배송을 하던 그 당시에 기함 뉴스프로는 스네이터 리포트였다. 저녁에, 폭스는 캐서린 크라이어와 해니티 & Colmes가 주최하는 의견쇼는 오라일리 리포트(즉 현재의 The O'Reilly Factor), 크라이어 리포트였다.
최초엔, 폭스 뉴스 채널은 시각적인 표현에 많은 중점을 배치했다. 그래픽은 컬러풀하고 주목을 끌기 위해 디자인 되었고, 사람들이 주최자의 말을 알아듣지 못함에도 불구하고 인터뷰하는 사람 또는 발언자의 관점과 중요 항목들을 화면 상에 요약되게 보여줌으로써 주요 내용을 찾을 수 있게 도와주었다.
폭스 뉴스는 속보 뉴스가 발생했을 때 정규 방송을 중단할 '폭스 뉴스 알리미"를 만들었다.
케이블 회사들이 폭스 뉴스 알리미의 채택을 촉진 시키기 위해서, 폭스 뉴스는 채널을 분배하기 위해서 매 구독자에게 11달러씩 지불했다. 일반적인 관습과는 다르게, 케이블을 조작하는 사람들이 프로그래밍 채널을 위해 무대 사용비를 지불해야 한다. 타임워너가 테드 터너의 터너 방송을 샀을 때, 연방 반독점 동의 법령에 의거해, 타임 워너는 CNN 뉴스 이외에 두 번째 모든 뉴스 채널을 편성 할 수 있었다. 타임 워너는 폭스 뉴스 대신 MSNBC를 두 번째 뉴스 채널로 선택하였다. 그러나 폭스 뉴스는 미국 본사와 뉴욕시에 있는 대형 스튜디오를 운영하기 위한 계약을 인용하여, 타임 워너의 이번 결정이 폭스 뉴스를 뉴스 채널로 하겠다는 계약을 파기하는 행동이라고 하였다. 뉴스 코퍼레이션은 폭스 뉴스가 뉴욕시 자체 채널에서 방송될 수 있게끔 하기 위해 루돌프 줄리아니 시장의 행정원을 이용하여 도시의 두 케이블 업체 중 하나인 타임 워너에게 압력을 가했다. 시관계자는 타임워너에게 케이블 프랜차이즈에 영향을 미치는 조치를 취할 것이라고 위협했다.
타임 워너는 뉴욕시의 부당한 간섭과 도시의 교육 채널을 적절하지 않게 상업적인 프로그램으로 이용하였다고 고소하였고 뉴스 코퍼레이션 또한 반독점 소송으로 타임워너가 불공정 하게 CNN을 보호하고 있다고 반박 하였다. 이번 소송으로 머독과 터너 사이에 폭언이 오가는 공방이 이어졌다. 먼저 터너는 머독을 아돌프 히틀러에 비교하였고 머독은 자신의 뉴스 포스터를 이용하여 터너가 정상적인 사고가 있는지에 관한 편집을 발간 하였다. 또한 줄리아니 시장의 동기 또한 의문이 제기 되었다. 그의 아네가 머독이 소유하고 있는 WNYW-TV의 프로듀서로 있기 때문이다. 하지만 결국에 타임 워너와 뉴스 코퍼레이션은 뉴욕시 케이블 방송에 1997년 십월 붙어 방송하기로 협의 하였고, 또한 2001년 붙어 타임 워너의 모든 케이블 방송에서 폭스 뉴스가 방송되기로 협의 하였다. 하지만 타임워너는 아직 폭스 뉴스를 모든 채널에서 방송하고 있지 않고 있다.

### 근황
2008년 5월 1일, 폭스 뉴스는 미국 일부 지역에서 동시 고화질 방송을 실시했다. Time Warner 케이블사가 뉴욕, 성 안토니오, 텍사스 및 미주리, 켄자스시티의 방송을 맡고 있는 한편, Cablevision사는 뉴욕시 및 롱 아일랜드에서의 방송을 담당한다.
2008년 10월 17일 금요일, DirecTV는 미국 동부 시각으로 오전 6시에 고해상도 채널을 출범 시켰다. 이번 고화질 채널의 론칭은 미국 최초였다. 이후, Cox 커뮤니케이션은 2009년 1월 9일에, Dish 네트워크는 2월 3일에 각각 고해상도 채널을 선보였다.
이에 폭스 뉴스는 2009년 9월 28일, 미국 동부 시각 오전 6시에 4:3 가로세로비였던 채널 화면을 16:9 레터박스형식으로 교체하였다.
폭스 뉴스 채널은 2010년 A25-54데모에서 1-10위를 차지하고 총 시청자 수의 톱 12위를 싹쓸이하며 케이블 뉴스 프로그램 순위권에 있어서 압도적인 우세를 선보였다.

## Outlets

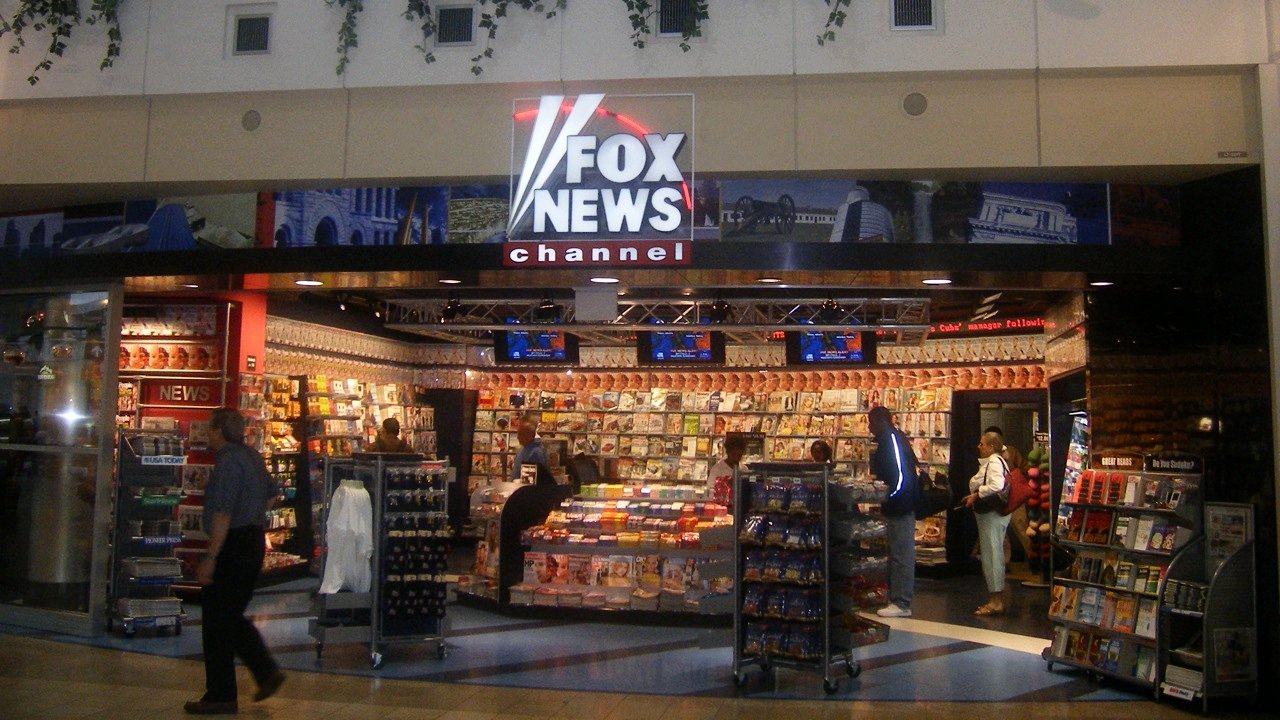
FNC-branded airport newsstand at Minneapolis-Saint Paul International Airport.

폭스 뉴스 채널은 대부분의 프로그램의 기록 보관소를 보관한다. 이 기록 보관소는 또한 폭스무비톤 뉴스 영화를 다룬다. 폭스 뉴스의 기록 보관소를 허가하는 것은 ITN Source와 ITN의 파일 보관 분배에 의해 다뤄진다.

### 텔레비전
폭스 뉴스 채널은 프로그래밍과 폭스 방송 회사의 내용 뿐 아니라 하루 최대 15시간의 생방송과 다양한 프로그래밍을 대표한다. 대부분의 프로그램은 폭스 뉴스 본사에 의해 미국 뉴욕 1211가 록펠러 센터의 서쪽 연장선에 있는 6번가 가로변 스튜디오에서 방송된다. 다른 프로그램들은 폭스 뉴스의 워싱턴 디시 스튜디오에서 방송된다. 그 스튜디오는 NBC 뉴스와 C_SPAN을 포함한 수많은 다른 텔레비전 방송국에 의해 나뉜 보증된 건물에 있는 유니언역의 바로 맞은편에 있는 미국 의회에 위치한다. 오디오로 동시 방송 되는 채널은 XM 위성 라디오와 시리우스 위성 라디오이다.

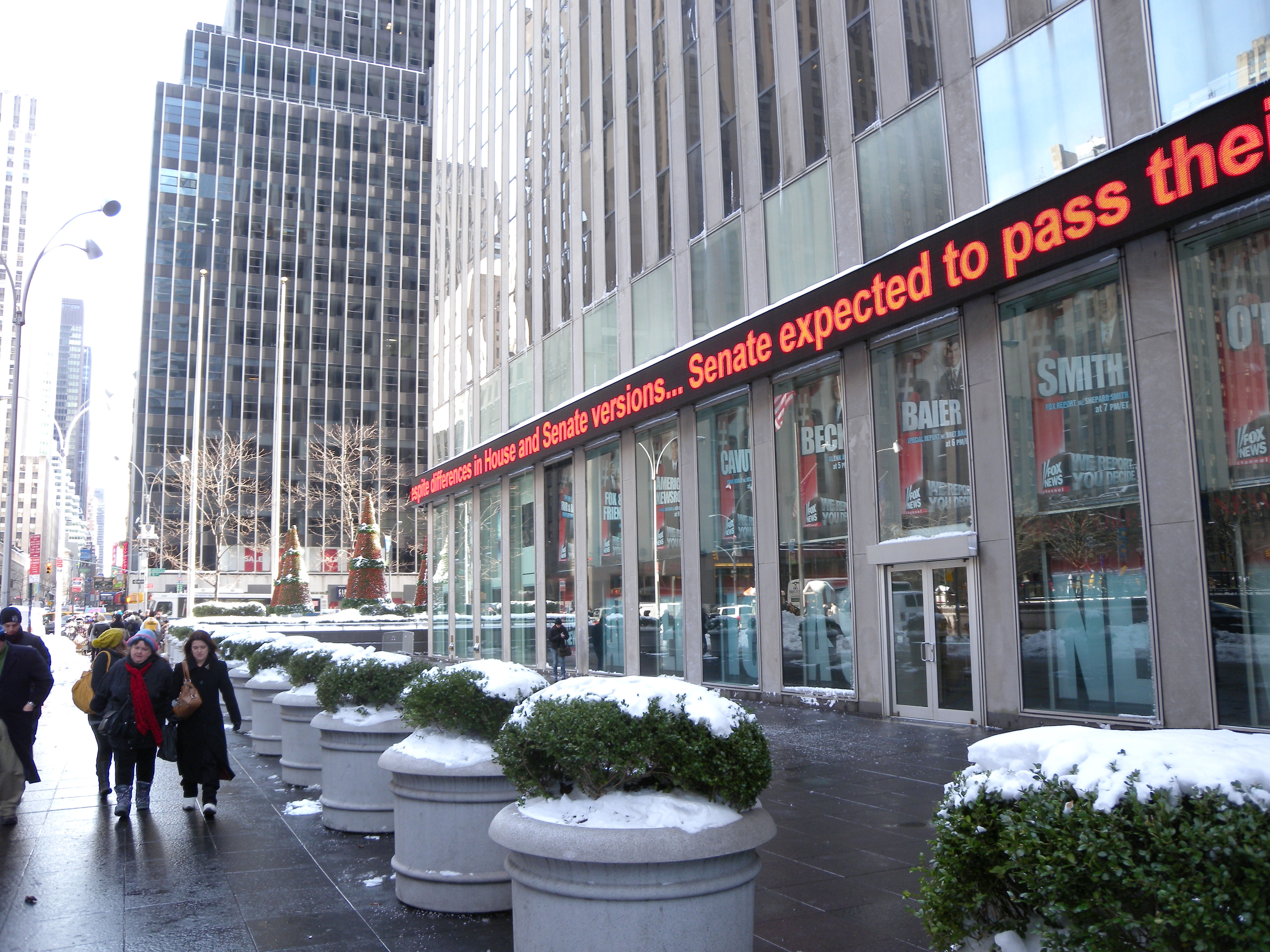
Sixth Avenue headquarters

뉴욕 타임스의 한 2009년 10월 11일 기사에서 폭스는 그것의 딱딱한 뉴스 프로그래밍이 “오전 9시부터 오후 4시, 주중엔 오후 6시부터 오후 8시까지” 그리고 “그것들이 목표로” 진행되지만 다른 방송들에 어떤 주장도 만들지 않는다고 분명히 설명했다. 그것은 사실상 주로 사설과 어피니언저널리즘이다.

### 고화질
폭스뉴스채널HD는 2008년 5월 1일에 착수된 720p 고화질 동시 방송이다. HD로 방송 가능한 대부분의 프로그램들(Fox & Friends, America's Newsroom, Happening Now, The Live Desk, Studio B with Shepard Smith, Your World with Neil Cavuto, Special Report with Bret Baier, Fox Report, The O'Reilly Factor, 해니티, and On the Record with Greta Van Susteren)은 16:9 와이드스크린에서 보였다. 폭스 뉴스 채널은 2009년 9월 28일에 레터 박스 포맷으로 표준 화질 프로그램 생산을 시작했다. 그래서 고화질과 표준 화질 시청자들은 지금 같은 화면을 둘 다 볼 수 있고 양식화된 필러박스는 더 이상 필요가 없다.

### 라디오
FNC의 성장에 따라, 회사는 2003년 폭스 뉴스 라디오라는 제목의 라디오 국을 소개했다. 미국 도처에 팔린 그 조직은 텔레비전과 라디오 국에서 개성 있는 특징을 가지고 짧은 뉴스프로와 전화 토론 프로그램을 제공한다. 게다가 그 채널은 또한 2006년에 폭스 뉴스에 팔리고 폭스 뉴스의 개성의 특징을 가지고 있는 프로그램을 특징으로 삼는 위성라디오방송국인 폭스 뉴스토크를 소개했다.

### 온라인
1995년 12월 도입, 폭스 뉴스 웹사이트는 FNC의 여러 텔레비전, 라디오 및 온라인 인격의 컬럼을 포함하여 최신 범위를 갖추고 있다. 비디오 클립은 또한 Foxnews.com과 Foxbusiness.com 모두에서 사용 가능하다. 폭스 뉴스는 TV에서처럼 2010년 8월 말 Foxnews.com에 한 달에 평균 약 24,000,000명의 고유 방문자가 있었던 것 같이 가장 큰 라이벌인 CNN과 MSNBC 온라인을 지배하지 않는다. MSNBC.com은 47,000,000명, CNN.com은 48,000,000명의 고유 방문자가 있었다.
2008년 9월, FNC는 나이가 많은 시청자들에게 어필할 수 있도록 설계된, The Strategy Room이라는 자사의 웹사이트에 라이브 스트리밍 세그먼트를 도입하여 다른 채널에 합류하였다. 그것은 평일 오전 9시부터 오후 5시까지 방송되고 뉴스에서 논평을 실행함으로 비공식 토론의 형태로 진행된다. 정규 토론 프로그램은 Business Hour, News With a View와 God Talk Hours를 포함한다.
2009년 3월, The Fox Nation은 독자들이 게시하고 뉴스에 언급하도록 권장할 작정으로 한 웹사이트로 착수 되었다.
폭스 뉴스 모바일은 FNC 웹사이트의 일부로, 비디오를 지원하는 휴대 전화용으로 포맷된 스트리밍 뉴스 클립을 위해 최선을 다하고 있다.

## 인물
FNC는 다양한 프로그램을 만들며, 채널에는 매일 방송되는 프로그램에 나오는 수많은 사회자, 뉴스 진행자, 특파원, 그리고 기고가들이 있다. FNC는 케이블뉴스에서 가장 많이 보는 상위 10%의 프로그램 사회를 보는 빌 오라일리, 숀 해니티, 그레타 반 서스터렌, 마이크 허커비, 세퍼드 스미스, 그리고 네일 캐부토를 포함해 다양한 사회자들이 있다.
2009년 1월에는, 전 CNN 사회자 글렌 벡이 폭스의 평일 진용으로 추가되었다. 그의 마지막 FNC쇼는 2011년 1월 30일이었다.

## 시청률과 인기

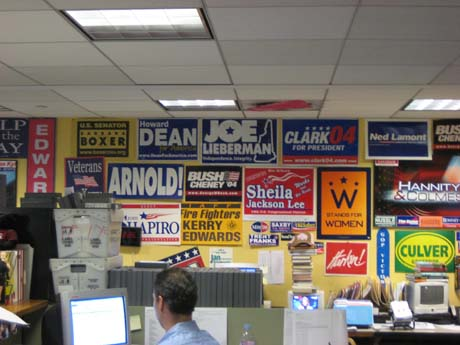
FNC's 해니티 production area

FNC는 이라크 전쟁의 초기 단계 동안 시청률에서 큰 상승을 보았다. 보도로는, 전쟁이 한창일 때에 폭스 뉴스는 시청률에서 매일 평균 320만 명의 시청자들 보며 300% 만큼의 증가세를 보였다.
2004년 전당대회 방송의 FNC 시청률은 세 곳의 방송사 시청률을 모두 이겼다. 전 조지 부시 대통령의 연설 동안, NBC, CBS 그리고 ABC가 각각 590만, 500만, 510만 명인 것에 반면에, 폭스 뉴스는 730만 명의 시청자들로 승리를 거두었다.
2005년 말과 2006년 초에, FNC는 시청률에서 잠깐의 하락을 겪었었다. 폭스 뉴스가 그전 분기와 비교하여 황금 시간대의 프로그램에서 모두 시청자를 놓치어 2006년 2분기 때 현저한 하락을 보였었다. 예를 들어, Special Report with Brit Hume의 시청자는 19%로 하락했다. 하지만 몇 주 후 북한 미사일 위기와 2006년 레바논 전쟁 때문에 폭스 뉴스의 시청률이 급증하였고, 케이블 뉴스 채널에서 1위를 유지하였다. 폭스 뉴스는 여전히 The O'Reilly Factor과 해니티&Colmes 가 1위, 2위를 차지하며 가장 인기 있는 10개 밤 시간대 케이블 뉴스 쇼에서 8개를 소유하고 있다.
FNC는 모든 케이블 채널에서 2006년 8위, 2007년 6위에 있다.뉴스 채널은 2008년 버락 오바마의 선거(11월 3~9일)와 2010년 1월 매사추세츠에서 상원 보결선거에서 1위를 차지했다. 24시간 뉴스 채널 경쟁사들과 비교하여 폭스 뉴스는 2010년 5월 MSNBC의 747,000과 CNN의 595,000명인 반면 180만 명의 시청자들을 끌어당겼다.
2009년 9월 퓨 연구 센터(미국의 여론조사 전문기관)는 다양한 뉴스 기관에 대한 보고를 발표했다. 이 보고서에서는 공화당 지지자 폭스 뉴스 시청자들의 72%가 "호의적인" 그리고 민주당 시청자들의 43% 그리고 전체 시청자들의 55%가 이런 의견인 것으로 보였다. 그러나 폭스 뉴스는 전체 시청자들의 25%를 차지하며 모든 국내 방송사에서 가장 "부정적인" 지지율인 것으로 보였다. 보고서는 "2007년 이후로 폭스 뉴스의 당파적 차이는 실제로 늘어나고 있다"고 보였다.
2011년 1월 민주당 부속의 공공 정책 여론조사에서는 폭스 뉴스가 다른 큰 뉴스 채널과 비교하여 42%의 응답자들이 방송 시스템을 믿는 것으로 보이며 국내에서 가장 믿을만한 텔레비전 뉴스 시스템이라고 보고되었다(50퍼센트를 차지하는 PBS 다음으로, 그리고 41%의 NBC, 40%의 CNN 그리고 36퍼센트의 CBS를 앞지른다). 동시에 폭스 뉴스는 또한 46%의 응답자들이 방송사의 시스템을 불신한다며 국내에서 가장 신뢰 받지 못하는 뉴스 채널로 매겨졌다. (30%의 PBS, 41%의 NBC 그리고 각각 43%의 CNN, CBS, 그리고 ABC에 이어서). 종합적으로 지난해 응답자들과 신뢰/불신(PBS, NBC 그리고 CNN에 이어서 그리고 CBS와 ABC보다는 앞서)에 관하여 미국인들 사이에서 -16%로 감소한 것으로 보인다. 이 감소에서의 대부분은 중도파와 진보파의 불신에서의 큰 상승의 결과였다. 보수파가 작년만큼이나 네트워크에 관한 의견을 크게 지지해준 반면에(작년 해 폭스 뉴스를 신뢰한 사람이 75%에서 올해 72%로 변화), 중도파와 진보파는 중도파 사이에서는 불신이 48%에서 60%로 상승, 진보파 사이에서는 66%에서 82%로 상승하며 네트워크에 대한 불신이 매우 증가했다. 여론조사의 응답자들 중, 40%가 민주당, 37%가 공화당, 23%가 무소속 혹은 다른 것이지만, 18%는 진보파, 41% 중도파, 그리고 40%가 보수파인 것으로 확인되었다.

## 슬로건
초창기에는 "공정하고 균형있게"이라는 대표 슬로건과 더불어 "진정한 저널리즘"이라는 문구를 사용했다. 하지만 어느 코미디언의 저서에서 '그들의 "공정성과 균형성"이 우편향 되어 있다'며 폭스 뉴스가 편견을 조장한 사례를 들었다. 이후 2008년부터는 선거 관련 FNC 슬로건인 "당신이 결정하는 2008"을 약간 변형한 "우리는 보도하고 당신은 결정해요"이라는 슬로건을 택하여 사용하고 있다.
“공정한/균형 잡힘”은 방송인이 써왔던 구호 상표이다. 구호는 원래 “Real Journalism”이랑 결합된 것 이었다. 코미디언 앨 프랭컨의 구호를 본인이 2003년도에 출판한 책 Lies and the Lying Liars Who Tell Them: A Fair and Balanced Look at the Right에 제목으로 썼다. 책에서 그는 폭스 뉴스 '바이어스로 그가 주장하는 것의 예제를 인용했다. 2003년 8월 7일, 폭스는 문구에 미치는 상표에 기초하여 사용되었다. 판사 Denny Chin은 금지 명령에 대한 요청을 거절한 폭스 뉴스가 3일 후에 소송을 취했다, Chin은 금지 명령을 거부하고 Fox v. Franken에 대해서 "모두 같은 사실과 법적으로, 전적 장점 않고"이라고 말했다. 그는 어구의 Fox News '상표는 "공정하고 균형 잡힌"무효가 될 수 있다고 제안했다.
2003년 12월, FNC는 AlterNet는 미국 특허 및 FNC의 상표가 아니라 misdescriptive 취소 해야 하는 상표 청으로 취소 청원서를 제출한 슬로건을 관한 법률 전투의 다른 쪽 끝에 자신을 발견했다. AlterNet는 사건의 증거를 지원으로써 Outfoxed 다큐멘터리 필름을 포함 시켰다.초기 동작을 잃은 후, AlterNet는 청원을 철회하고 USPTO가 이번 사건을 기각했다.
2008년, FNC는 FNC의 원래 선거와 관련된 문제 보고를 위한 슬로건, 그리고 후보였던 "당신은 2008년 결정"을 언급하며 "우리는 보도하고 당신은 결정해요"구호를 사용했다.

## 비판 및 논란

### 과도한 친공화당적 보도 의혹
일부 평론가 및 비판가는 폭스 뉴스 채널이 과도한 우파적 성향이며 언론으로서의 중립을 무시하면서까지 미국 공화당 편향적인 보도를 한다고 평가했다. 폭스 뉴스 측은 이런 주장을 부정했다. 머독 및 아일즈는 이러한 주장에 대해 즉각 대응에 나섰고, 머독은 폭스 뉴스가 “폭스 뉴스는 양쪽에 열려있었으나 지금까지는 한쪽이 독점하고 있었다(Given room to both sides, whereas only one side had it before.).” 라고 시사한 바 있다. 2004년 Robert Greenwald 감독은 Outfoxed: Rupert Murdoch’s War on Journalism이라는 다큐멘터리 작품을 통해 폭스 뉴스가 보수적 성향을 갖고 있음을 주장했다. 이 작품은 폭스 뉴스의 편집부 부서장 John Moody가 폭스 뉴스의 스태프들에게 특정 주제를 어떻게 다루는가에 대해 지도하는 장면을 담고 있었다.
이 작품에서는 폭스 뉴스 부사장 빌 새먼의 미국 건강보험 개혁 사안에 관한 회의 메모를 인용, 폭스 뉴스의 친 공화당 성향의 한 예로 제시했다. Sammon의 메모에 따르면 그는 스태프들에게 “가능한 한 ‘정부가 운영하는 건강보험’, 또는 ‘정부의 선택’ 같은 표현을 사용하라” 권장하였다.
미국 여론 조사 기관 Pew Research의 2009년 10월 29일자 조사 결과에 따르면, 폭스 뉴스는 미국에서 제일 이데올로기적 성향을 강하게 지닌 채널로 조사되었다. 설문 대상자들의 47%가 폭스뉴스는 ‘매우 보수적이다’라고 답했고, 14% 및 24%가 ‘매우 진보적이다’ 및 ‘둘다 아니다’라고 답했다. 반면, MSNBC는 36%에게 ‘매우 진보적이다’, 11%에게 ‘매우 보수적이다’, 27%에게’ 둘다 아니다’라는 평가를 받았다. CNN은 37%에게’ 매우 진보적이다’라고 조사되었고, 11% 및 33%가 각각 ‘매우 보수적이다’, ‘둘다 아니다’라고 답했다. 2004년, Pew Research 센터의 조사 결과에 따르면 미국 저널리스트의 69%가 폭스 뉴스 채널이 보수 성향을 지닌 뉴스 기관이라고 평했다. 또한 이 조사 결과에 따르면 미국 저널리스트의 64%가 자신이 진보 성향이라고 시사한 데 반해 7%만이 자신이 보수 성향이라고 밝혔다.
Rasmussen Reports의 조사 결과에 따르면 31%의 미국인이 폭스 뉴스가 보수 성향이라고 평한 반면 15%가 진보 성향이라고 답했다. 이 설문조사는 또한 36%의 미국인이 폭스 뉴스의 보도는 명확한 정치적 성향이 없다고 믿는다 보도했고, 그와 동시에 37%의 미국인이 NPR이, 32%가 CNN이 명확한 정치적 성향을 갖고 있지 않다고 믿는다 보도했다. 2007년의 연구 결과에 의하면 2000년 대통령 선거 당시 “공화당이 폭스 뉴스가 보도된 지역에서 0.4-0.7%의 지지율을 획득했다”고 지적했다. 또한 이 연구는 “약 3-28%의 폭스 뉴스 시청자가 공화당에 투표하도록 설득 당했다”고 추정했다.
2010년에 Sean Aday교수가 이끈 연구진의 결과에 따르면 폭스 뉴스의 “Fox News Channel’s Special Report With Brit Humes”와 NBC의 “NBC’s Nightly News” 두 프로그램을 비교해본 결과 2005년 당시 이라크 전쟁 및 아프가니스탄 전쟁을 다룸에 있어서 폭스 뉴스가 당시 행정부에 더 동정 어린 보도를 했다고 얘기했다. 연구진은 “학자들이 폭스 뉴스 채널이 편파적, 이데올로기적 성향을 갖고 있단 증거를 찾아냄에 따라 폭스 뉴스를 주류 미디어가 아닌 하나의 대체 선택으로 봐야 한다”고 주장했다.

### 오바마 행정부와의 갈등
2009년을 시점으로 하여 오바마 행정부는 폭스 뉴스와의 심각한 갈등에 시달리게 되었다. 2009년 9월 20일, 오바마 대통령은 폭스 뉴스를 제외한 나머지 주류 뉴스 미디어에 출연하였는데 이는 폭스 뉴스 아나운서 글렌 벡, 숀 해니티 그리고 폭스 뉴스가 오바마 대통령 및 그가 추진하던 건강보험 개혁안에 관해서 쓴소리를 한 것에 대한 보복의 일환이었던 것이다.
2009년 9월말에 오바마 대통령의 수석 고문 데이비드 액설로드와 로져 아일스가 두 ‘진영’간의 긴장을 완화하고자 비밀리에 회동을 가졌지만 큰 성과를 거두진 못하였다. 이주일 후, 백악관은 폭스 뉴스 채널이 진정한 뉴스 네트워크가 아니라고 언급했다. 당시 홍보 부장이었던 애니타 던은 “폭스 뉴스는 흔히 공화당의 조사 기관 혹은 홍보 기관으로서 기능한다”고 단정 지었다. 이어서 오바마 대통령은 “미디어가 단순한 라디오의 형태를 띄는 것과 뉴스 유출 중수로 기능하는 것은 전혀 다른 의미를 갖는다 (If media is operating basically as a talk radio format, then that’s one thing, and if it’s operating as a news outlet, then that’s another).”라고 얘기했고, 또한 백악관 사무총장 램 이매뉴얼은 “CNN 및 다른 미디어 매체들이 폭스 뉴스의 뒤를 밟지 않는 것은” 매우 다행스러운 일이라고 명시했다.
수일 후 폭스 뉴스가 행정장관 켄 파인버그와의 인터뷰에서 제외되었다는 소식이 보도됐다. 이는 White House Pool (ABC, CBS,NBC, CNN)의 각 부서 장관들이 폭스 뉴스에 대한 대책 마련에 나섰음을 의미한다. 얼마 후 백악관 측은 당시 폭스 뉴스측이 파인버그의 인터뷰 요청을 하지 않았다고 해명했으나, 폭스 뉴스 백악관 특파원 Major Garrett은 비록 인터뷰 요청을 하지 않은 건 사실이지만 그가 “폭스 뉴스의 수석 백악관 특파원으로서 뉴스 거리가 될 만한 사건, 인물에 대해 인터뷰를 할 권한이 있다.”며 항변했다.
2009년 11월 8일, 로스앤젤레스 타임스는 익명의 민주당 자문위원이 폭스 뉴스에 출현하지 말라는 백악관 측의 경고를 받았음을 보도했다. 보도에 따르면 오바마 행정부 홍부부장인 애니타 던은 백악관이 경고를 보낸 일에 대해 부인했다. 그러나 폭스 뉴스 기고자이자 지미 카터 전 대통령의 여론 조사 요원이었던 Patrick Caddell는 당시 이미 비슷한 경고를 받은 민주당 자문위원 여럿과 대화를 나눈 뒤였다고 주장했다.

## 미국 외 지역 방송

Countries where Fox News is provided

### 폭스 엑스트라
처음에, 미국 광고는 시청자 메일과 FNC 앵커들이 음악 설정한 프로필인 FNC로 대체되었다. 2002년, 이들은 국제 일기예보로 대체되었다. 2006년, 기상 부문에 있어, 다양한 주제에 있어 폭스 보고서를 비롯한 다양한 네레이터가 있는 ‘폭스 엑스트라’로 대체되었다 (원래 ‘Fox News Extra’, 이전에 국제적으로 폭스 비즈니스를 착수했다). 이러한 보고는 일반적으로 현재 뉴스 상황과는 관계없는 가벼운 이슈들이고, 계속 반복되어 나온다. 폭스 엑스트라 부문이 짧게 상영 될 때, FNC는 역시 국제 일기 예보를 보여준다. 영국에서는 방송간 휴식 시간에 지역 광고가 방송되고 나서, 지금 현재는 ‘폭스 엑스트라’ 대부분의 휴식 시간을 채우고 있다.

### 호주
호주에서, FNC은 세 가지 주요 유료TV 제공 매체 중, Foxtel, Austar 그리고 Optus텔레비전에서 방송된다. Foxtel은 뉴스 협회에서 25%을 소유하고 있다. Sky News Australia는 폭스 뉴스의 자매 채널이다.

### 브라질
2002년부터 FNC는 브라질에 방송되고 있지만 광고는 폭스 엑스트라로 대체된다. 이것은 NET 디지털 패키지에서 사용할 수 있다.

### 캐나다
Canadian Radio-television and Telecommunications Commission (CRTC) 은 캐나다에 폭스 뉴스를 가져온다는 Canadian Cable Telecommunications Association (CCTA)의 승인을 거부했다. 이유로는, 미국 폭스 뉴스와 글로벌 텔레비전은 캐나다에 폭스 뉴스 미국, 캐나다의 조합을 만들 계획을 진행 시키고 있었기 때문이다. 그러나, 2004년에, 폭스 미국 경영진이 결합된 채널을 만들 계획이 없었다고 후에, CRTC는 캐나다에 폭스 뉴스를 가져올 수 있는 안건에 대해 승인했다.
폭스 뉴스 채널은 현재 교통 통신, 벨, TV, Cogeco, Eastlink, 매니토바 텔레콤 서비스, 로저스, SaskTel, 쇼 케이블, 쇼 다이렉트, TelusTV에서 제공된다. 이중, 주목할만한 예외는 캐나다에서 세 번째로 큰 케이블 회사인 Vidéotron이 자사 라인업에 폭스 뉴스 채널을 추가하지 않았다는 것이다.

### 아일랜드
FNC는 FNC의 상위 뉴스 Corporation에서 40 %를 소유하고 있는 영국 스카이 방송 (BSkyB) 위성 텔레비전 네트워크(Sky)가 아일랜드에서 실행된다. 그것은 BSkyB의 인기 있는 스카이 뉴스의 자매 채널로서 운영된다. FNC는 대개 VideoGuard의 암호화된 채널로 방송되고 있지만 주요 뉴스 기사 중 이것은 Sky Active와 동시 상영될 수 있다. 2006년 9월 기준으로 채널은 휴식 기간 동안 스카이 뉴스에서 제공하는 주요 뉴스, 날씨와 함께 영국의 특정 광고를 진행하고 있다. 이것은 국제 폭스 뉴스 브랜드에서 운영된다. 폭스와 스카이의 공동 소유권으로 인해, 폭스 뉴스와 스카이 뉴스는 전 세계에서 뉴스 기사를 찾기 위해 일상적으로 지국과 기자들을 공유한다.

### 이스라엘
이스라엘에서는 FNC는 유료 TV 케이블인 YES 디지털 플랫폼의 채널 105에서 방송된다. 그것은 채널 103에서 방송되는 BSkyB의 인기있는 스카이 뉴스에 자매 채널로 실행된다.

### 이탈리아
이탈리아에서는 FNC는 2001년 지금은 현존하지 않는 이탈리아어 디지털 위성 TV 플랫폼 스트림 TV에서 실행되었다. 그 프로그램의 일부가 이탈리아어로 번역되었고 현존하지 않는 이탈리아뉴스 채널인 스트림 뉴스에 방송되었다. 2003년에, SKY Italia로 옮겨져, 미국 광고는 폭스 뉴스 엑스트라 부문으로 대체되었고, 지금은 이탈리아의 4,600,000 가입자와 160,000 호텔 객실에서 사용할 수 있다.
SKY TG 24 일 폭스 뉴스의 자매 채널 중 하나다.

### 네덜란드
네덜란드에서, 폭스 뉴스는 케이블 공급자 UPC와 CASEMA 및 위성 공급자 Canaldigitaal에 의해 운영되어 왔다, 하지만 최근 모든 채널이 감소되었다. 이 때 국가 중앙에 위치한 제한적인 수의 마을에서 유일한 케이블 공급자인 Caiway는 방송이 가능한 채널이다.

### 뉴질랜드
뉴질랜드에서는 FNC는 유료 위성 사업자 SKYTV의 디지털 플랫폼의 채널 092에서 방송된다. 이는 이전에 SKY 소유인 UHF뉴질랜드 TV채널 프라임에서 하룻밤 방송되었다. 하지만 2010년 1월 방송 면허 기간의 만기로 중단되었다. 아무 이유 없이 이 프로그램은 유기 되었다. 폭스 뉴스의 상위에 있는 뉴스 주식회사는, SKY와 Prime에서 모두 지분을 가지고 있다.

### 대한민국
대한민국에서는 2015년 8월 JTBC가 세계 최대 TV 네트워크사 폭스 인터내셔널 채널 아시아(FOX International Channels Asiaㆍ이하 FIC)와 손을 잡고 스포츠 종합채널인(구) JTBC3 폭스 스포츠(FOX Sports)의 개국 폐국을 앞두고 7월 28일 오전 상암동 본사 사옥에서 FIC와 전략적 업무 제휴를 체결했다.

## 폭스 효과
폭스 뉴스 효과 (Fox News Effect) 혹은 폭스 효과(Fox Effect)는 시장 경제학 용어의 하나로써 케이블 뉴스 네트워크(폭스 뉴스)의 발전으로 인한 미국 국내 정책 및 폭스 뉴스의 국내 경쟁사들의 보도에 끼치는 파급효과를 가리킨다. 이 용어는 몇 년 전에 제시된 CNN효과와 비슷한 점이 있는데, CNN효과란 냉전 및 후 냉전 시대 (post-Cold War era)당시 CNN 및 CNN자사의 미국 대외 정책에 끼친 영향력을 일컫는다.

### 배경
"폭스 효과"라는 개념은 데이비드 브록 및 Ari Rabin-Havt가 지은 "The Fox Effect: How Roger Ailes Turned a Newtowrk Into a Propaganda Machine."이란 책에서 처음 제시되었다. 폭스 효과는 일종의 관점으로 해석될 수 있는데 즉, 폭스 뉴스가 뉴스의 제보자보다 오히려 참여자로서 행동하고 있으며, 폭스 뉴스가 정치적 지지(공화당의)를 등에 업고 대중의 의견을 조작한다 여기는 관점이다. 예를 들어 폭스 뉴스는 미국의 티파티 운동을 선전, 확산한 장본인으로 평가 받고 있다.

### "여섯 단계"
브록과 Rabin-Havt는 그들의 저서에서 폭스 효과는 "여섯 단계" (The "Six Steps")를 거쳐서 대중들의 의견 및 관점을 조작한다고 주장했다.
1. 폭스 효과를 만들어내기 위한 첫 번째 단계는 보수 지향적인 활동가가 대중에게 거짓 정보를 전달하는 것이다.
2. 앞서 전달된 거짓 정보 혹은 거짓 이야기를 폭스 뉴스의 대량, 광범위한 보도에 의하여 퍼뜨리는 것이 두 번째 단계이다.
3. 이어서 폭스 뉴스는 거짓 정보를 보도하지 않는 미디어, 보도 기관 등을 집중적으로 공격,비판하며.
4. 대중 매체는 미디어로서의 신용,명성을 지켜내기 위해 거짓 정보를 보도하게 된다.
5. 거짓 정보는 더 이상 거짓이 아닌 것이 되며, 폭스 뉴스는 이 "사실"을 제일 먼저 보도한 대중 매체로서 인식된다.
6. 마지막으로, 사용된 거짓 정보는 이용 가치가 소모된 뒤 곧바로 대중에게서 잊혀진다.

## 채널 번호
- 미국
  - 버라이즌 FiOS - 118번, 618번
  - 디렉TV - 360번
  - AT&T 유-버스 - 210번, 1210번
  - 디시 네트워크 - 205번, 9477번
- 대한민국
  - 올레 TV - 195번
  - KT스카이라이프 - 171번
  - B TV - 166번

## 같이 보기
- 폭스 효과
- 폭스 국가